# پیشتازان فضا ۴: سفر به خانه
پیشتازان فضا ۴: سفر به خانه (به انگلیسی: Star Trek IV: The Voyage Home) یک فیلم سینمایی آمریکایی در ژانر علمی تخیلی محصول سال ۱۹۸۶ به کارگردانی لئونارد نیموی با بازی ویلیام شاتنر است.

## داستان
در سال ۲۲۸۶، یک کاوشگر استوانه‌ای عظیم در فضا حرکت می‌کند و سیگنالی نامفهوم ارسال می‌نماید که باعث ازکارافتادن سامانهٔ انرژی هر سفینه‌ای می‌شود که از کنار آن می‌گذرد. این کاوشگر با رسیدن به مدار زمین، باعث خاموشی کامل شبکهٔ برق سیاره و بروز طوفان‌هایی گسترده می‌شود که ابرهایی ضخیم و مانع تابش خورشید به وجود می‌آورند. ستاد فرماندهی ناوگان فضایی اخترناوگان پیام اضطراری سراسری مخابره می‌کند و به تمام سفینه‌ها هشدار می‌دهد که به زمین نزدیک نشوند.
در سیارهٔ ولکان، افسران پیشین سفینهُ انترپرایز  که دیگر وجود ندارد، در تبعید به‌سر می‌برند. آن‌ها به همراه اسپاک، که هنوز در حال بازیابی پس از زنده شدنش است، با استفاده از یک سفینهٔ اسیرشدهٔ «پرندهٔ شکاری» متعلق به کلینگون‌ها، به‌سوی زمین بازمی‌گردند تا برای اعمالشان محاکمه شوند. پس از دریافت هشدار استارفلیت، اسپاک درمی‌یابد که سیگنال کاوشگر مشابه آواز نهنگ گوژپشت منقرض‌شده است و تا زمانی که پاسخی دریافت نکند، به ایجاد ویرانی ادامه خواهد داد. خدمه تصمیم می‌گیرند با اجرای مانور «تاب‌خور» در اطراف خورشید به گذشته سفر کنند و با آوردن نهنگی از آن زمان، به پیام موجود پاسخ دهند.
با رسیدن به سال ۱۹۸۶، انرژی سفینه در اثر سفر زمانی تخلیه می‌شود. آن‌ها با استفاده از دستگاه نامرئی‌ساز، سفینه را در پارک گلدن گیت سان‌فرانسیسکو پنهان می‌کنند و هر گروه به انجام مأموریتی جداگانه می‌پردازد: دریابان جیمز تی. کرک و اسپاک تلاش می‌کنند نهنگ‌های گوژپشت را پیدا کنند، در حالی‌که مونتگومری اسکاتی، لئونارد مک‌کوی و هیکارو سولو مخزنی برای نگهداری نهنگ‌ها در سفر بازگشت به قرن ۲۳ می‌سازند. اوهورا و پاول چخوف مأمور می‌شوند یک رآکتور هسته‌ای پیدا کنند تا از نشتی انرژی آن برای احیای بلورهای دی‌لیتیم استفاده کنند.
کرک و اسپاک در یک آکواریوم در سوسالیتو دو نهنگ گوژپشت پیدا می‌کنند که تحت مراقبت دکتر جیلیان تیلور هستند و می‌فهمند که به‌زودی این نهنگ‌ها به طبیعت رها خواهند شد. کرک مأموریتشان را برای دکتر شرح می‌دهد و فرکانس ردیابی نهنگ‌ها را درخواست می‌کند، اما او حاضر به همکاری نمی‌شود. در همین زمان، اسکاتی و مک‌کوی با دادن فرمول آلومینیوم شفاف در ازای مواد لازم برای ساخت مخزن نهنگ‌ها، معامله‌ای انجام می‌دهند و سولو نیز از یک بالگرد هیوئی برای انتقال تجهیزات استفاده می‌کند. اوهورا و چخوف موفق می‌شوند یک ناو هواپیمابر با پیشران هسته‌ای، یعنی انترپرایز را پیدا کنند. آن‌ها انرژی موردنیاز را گردآوری می‌کنند، اما شناسایی می‌شوند. اوهورا به بیرون منتقل می‌شود، اما چخوف دستگیر می‌شود و مأموران آمریکایی، گمان می‌برند او جاسوس شوروی است. در جریان تلاش برای فرار، چخوف به‌شدت مجروح می‌شود.
وقتی جیلیان درمی‌یابد که نهنگ‌ها زودتر از موعد رها شده‌اند، نزد کرک می‌رود و از او کمک می‌خواهد. او به همراه کرک و مک‌کوی، چخوف را از یک بیمارستان محلی نجات می‌دهند و به سفینهٔ پرندهٔ شکاری بازمی‌گردند که اکنون شارژ شده است. پس از نجات نهنگ‌ها از دست نهنگ‌گیران و انتقال آن‌ها به سفینه، خدمه همراه با جیلیان به زمان خود بازمی‌گردند. هنگام نزدیک شدن به زمین، سفینه در اثر سیگنال کاوشگر بیگانه از کار می‌افتد و در آب‌های خلیج سان‌فرانسیسکو سقوط می‌کند. با رها شدن نهنگ‌ها از مخزن، آن‌ها به سیگنال کاوشگر پاسخ می‌دهند و این موجب می‌شود که دستگاه بیگانه فعالیت‌های مخرب خود را متوقف کرده، زمین را ترک کند و به اعماق فضا بازگردد.
سپس خدمهٔ سفینهٔ «انترپرایز» در برابر شورای فدراسیون محاکمه می‌شوند. شورا با اذعان به اینکه آن‌ها سیاره را نجات داده‌اند، همهٔ اتهامات را جز نافرمانی کرک از دستور مقام مافوق، رد می‌کند. کرک به درجهٔ کاپیتان تنزل می‌یابد، اما در واقع، به‌عنوان پاداشی پنهان، بار دیگر به فرماندهی یک سفینهٔ فضایی منصوب می‌شود. او و جیلیان از هم جدا می‌شوند، چراکه جیلیان به یک سفینهٔ پژوهشی منصوب شده است. پدر اسپاک، سارک، سرانجام تصمیم گذشتهٔ فرزندش برای پیوستن به استارفلیت را می‌پذیرد. در پایان، خدمه درمی‌یابند که به آن‌ها سفینهٔ تازه‌نام‌گذاری‌شدهٔ یوا Enterprise (NCC-1701-A) واگذار شده و آن‌ها عازم یک ماموریت آزمایشی می‌شوند.